# Мирное соглашение между Азербайджаном и Арменией (2025)
Соглашение об установлении мира и межгосударственных отношений между Азербайджанской Республикой и Республикой Армения — планируемое к подписанию соглашение между Арменией и Азербайджаном о прекращении карабахского конфликта и нормализации отношений между странами. 13 марта 2025 года было объявлено, что обе стороны согласовали все условия соглашения. 8 августа 2025 года премьер-министр Армении Никол Пашинян и президент Азербайджана Ильхам Алиев при посредничестве президента США Дональда Трампа парафировали соглашение, а также подписали совместную декларацию, в которой подчеркнули необходимость продолжения дальнейших действий для достижения подписания и окончательной ратификации соглашения.

## Предыстория
Предыдущие соглашения
- Соглашение между Азербайджаном и Арменией (1919)
- Бишкекский протокол
- Соглашение о прекращении огня с 12 мая 1994 года
- Декларация по Нагорному Карабаху (2008)
- Заявление о прекращении огня в Нагорном Карабахе (2020)

## Оценки
Госсекретарь США Марко Рубио назвал объявление о согласовании условий соглашения «историческим», а верховный представитель Европейского союза Кая Каллас — «решающим шагом». Ближе к вечеру 9 августа официальный представитель МИД России Мария Захарова заявила, что встреча Алиева и Пашиняна в Вашингтоне «заслуживает положительной оценки», но намекнула, что это не оптимальное решение и призвала «внерегиональных игроков» не создавать дополнительных трудностей, чтобы «избежать печального опыта западного содействия урегулированию конфликтов на Ближнем Востоке».
По мнению политолога Томаса де Ваала, прогресс в достижении соглашения во многом объясняется действиями премьер-министра Армении Никола Пашиняна, который пошел на ряд уступок в попытке достичь соглашения. Однако де Ваал также отметил, что президент Азербайджана Ильхам Алиев редко подчеркивает преимущества мира и продолжает использовать конфликт с Арменией как средство укрепления своего лидерства в стране.

## Саммит в Вашингтоне

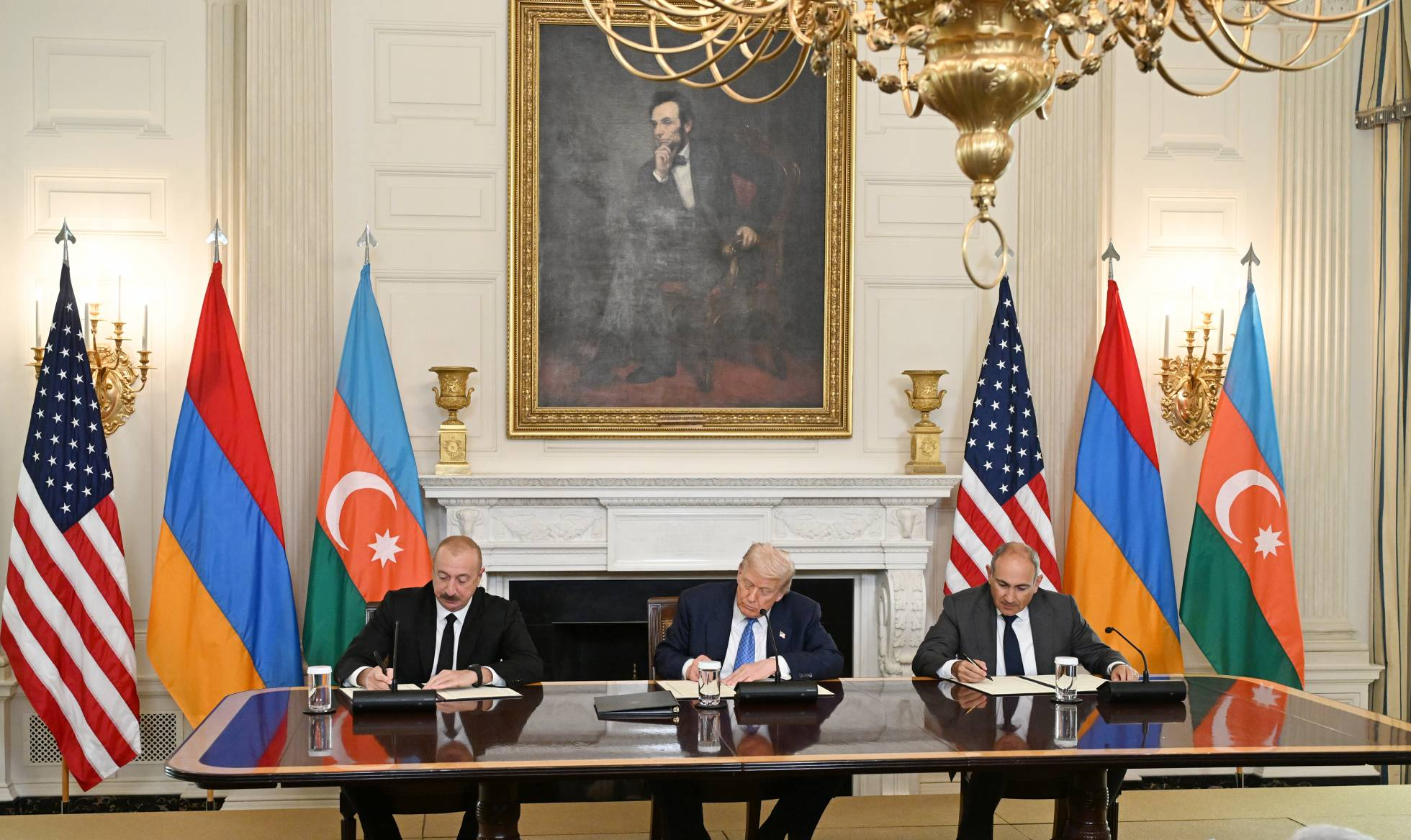
Президент Азербайджана Ильхам Алиев, президент США Дональд Трамп и премьер-министр Армении Никол Пашинян подписывают совместную декларацию 8 августа 2025 года в Вашингтоне

8 августа 2025 года в Вашингтоне состоялся мирный саммит между Азербайджаном и Арменией.
Президент Азербайджана Ильхам Алиев и премьер-министр Армении Никол Пашинян при посредничестве США подписали декларацию об отказе от военного противостояния.
Помимо соглашений между Арменией и Азербайджаном, Трамп подписал с Алиевым и Пашиняном ряд двусторонних соглашений. В частности США и Армения подписали соглашение о Зангезурском коридоре, на создании которого настаивал Азербайджан: он передается США на 99 лет и будет называться «маршрутом Трампа ради международного мира и процветания». За охрану пути будут отвечать частные военные компании США, что означает рост американского присутствия в регионе
Также США сняли ограничения на оборонное сотрудничество с Азербайджаном, которое было введено в 1992 году из-за конфликта в Нагорном Карабахе.
Полный текст декларации выглядит следующим образом:
| Оригинальный текст (англ.) | Оригинальный текст (англ.) | Русский перевод | Русский перевод |
| --- | --- | --- | --- |
| Joint Declaration by the President of the Republic of Azerbaijan and the Prime Minister of the Republic of Armenia on the outcomes of their meeting in Washington D.C., United States of America | Joint Declaration by the President of the Republic of Azerbaijan and the Prime Minister of the Republic of Armenia on the outcomes of their meeting in Washington D.C., United States of America | Совместная Декларация Президента Азербайджанской Республики и Премьер-министра Республики Армения относительно встречи в городе Вашингтон Соединенных Штатов Америки | Совместная Декларация Президента Азербайджанской Республики и Премьер-министра Республики Армения относительно встречи в городе Вашингтон Соединенных Штатов Америки |
| We, the President of the Republic of Azerbaijan and the Prime Minister of the Republic of Armenia, having met in Washington D.C., United States of America, on August 8, 2025, declare the following: | We, the President of the Republic of Azerbaijan and the Prime Minister of the Republic of Armenia, having met in Washington D.C., United States of America, on August 8, 2025, declare the following: | Мы, Президент Азербайджанской Республики и Премьер-министр Республики Армения, встретившись в Вашингтоне, Соединенные Штаты Америки, 8 августа 2025 года, заявляем о нижеследующем:: | Мы, Президент Азербайджанской Республики и Премьер-министр Республики Армения, встретившись в Вашингтоне, Соединенные Штаты Америки, 8 августа 2025 года, заявляем о нижеследующем:: |
| 1. We and President Donald J. Trump of the United States of America witnessed the initialing of the agreed upon text of the Agreement on Establishment of Peace and Inter-State relations between the Republic of Azerbaijan and the Republic of Armenia by the Ministers of Foreign Affairs of the Parties. In this respect, we acknowledged the need to continue further actions to achieve the signing and ultimate ratification of the Agreement, and emphasized the importance of maintaining and strengthening peace between our two countries; | 1. We and President Donald J. Trump of the United States of America witnessed the initialing of the agreed upon text of the Agreement on Establishment of Peace and Inter-State relations between the Republic of Azerbaijan and the Republic of Armenia by the Ministers of Foreign Affairs of the Parties. In this respect, we acknowledged the need to continue further actions to achieve the signing and ultimate ratification of the Agreement, and emphasized the importance of maintaining and strengthening peace between our two countries; | 1. Мы и Президент Соединенных Штатов Америки Дональд Трамп стали свидетелями парафирования министрами иностранных дел сторон согласованного текста «Соглашения об установлении мира и межгосударственных отношений между Азербайджанской Республикой и Республикой Армения». В этой связи мы признали необходимость продолжения дальнейших действий для достижения подписания и окончательной ратификации Соглашения и подчеркнули важность поддержания и укрепления мира между нашими двумя странами; | 1. Мы и Президент Соединенных Штатов Америки Дональд Трамп стали свидетелями парафирования министрами иностранных дел сторон согласованного текста «Соглашения об установлении мира и межгосударственных отношений между Азербайджанской Республикой и Республикой Армения». В этой связи мы признали необходимость продолжения дальнейших действий для достижения подписания и окончательной ратификации Соглашения и подчеркнули важность поддержания и укрепления мира между нашими двумя странами; |
| 2. We also witnessed the signing of the joint appeal to the Organization for Security and Cooperation in Europe (OSCE) on the closure of OSCE’s Minsk Process and related structures by the Ministers of Foreign Affairs of the Republic of Azerbaijan and the Republic of Armenia. We call on all OSCE participating States to adopt this decision. | 2. We also witnessed the signing of the joint appeal to the Organization for Security and Cooperation in Europe (OSCE) on the closure of OSCE’s Minsk Process and related structures by the Ministers of Foreign Affairs of the Republic of Azerbaijan and the Republic of Armenia. We call on all OSCE participating States to adopt this decision. | 2. Мы также стали свидетелями подписания совместного обращения министров иностранных дел Азербайджанской Республики и Республики Армения к Организации по безопасности и сотрудничеству в Европе (ОБСЕ) о закрытии Минского процесса ОБСЕ и связанных с ним структур. Мы призываем все государства-участники ОБСЕ принять это решение; | 2. Мы также стали свидетелями подписания совместного обращения министров иностранных дел Азербайджанской Республики и Республики Армения к Организации по безопасности и сотрудничеству в Европе (ОБСЕ) о закрытии Минского процесса ОБСЕ и связанных с ним структур. Мы призываем все государства-участники ОБСЕ принять это решение; |
| 3. We reaffirmed the importance of the opening of communications between the two countries for intra-state, bilateral, and international transportation for the promotion of peace, stability, and prosperity in the region and in its neighborhood on the basis of respect for the sovereignty, territorial integrity, and jurisdiction of the States. These efforts are to include unimpeded connectivity between the main part of the Republic of Azerbaijan and its Nakhchivan Autonomous Republic through the territory of the Republic of Armenia with reciprocal benefits for international and intrastate connectivity for the Republic of Armenia.                                                                       | 3. We reaffirmed the importance of the opening of communications between the two countries for intra-state, bilateral, and international transportation for the promotion of peace, stability, and prosperity in the region and in its neighborhood on the basis of respect for the sovereignty, territorial integrity, and jurisdiction of the States. These efforts are to include unimpeded connectivity between the main part of the Republic of Azerbaijan and its Nakhchivan Autonomous Republic through the territory of the Republic of Armenia with reciprocal benefits for international and intrastate connectivity for the Republic of Armenia.                                                                       | 3. Мы вновь подтвердили важность открытия коммуникаций между двумя странами для внутригосударственных, двусторонних и международных перевозок в целях содействия миру, стабильности и процветанию в регионе и по соседству с ним на основе уважения суверенитета, территориальной целостности и юрисдикции государств. Эти усилия должны включать обеспечение беспрепятственной связи между основной частью Азербайджанской Республики и ее Нахчыванской Автономной Республикой через территорию Республики Армения с взаимной выгодой для международных и внутригосударственных связей Республики Армения; | 3. Мы вновь подтвердили важность открытия коммуникаций между двумя странами для внутригосударственных, двусторонних и международных перевозок в целях содействия миру, стабильности и процветанию в регионе и по соседству с ним на основе уважения суверенитета, территориальной целостности и юрисдикции государств. Эти усилия должны включать обеспечение беспрепятственной связи между основной частью Азербайджанской Республики и ее Нахчыванской Автономной Республикой через территорию Республики Армения с взаимной выгодой для международных и внутригосударственных связей Республики Армения; |
| 4. The Republic of Armenia will work with the United States of America and mutually determined third parties, to set forth a framework for the «Trump Route for International Peace and Prosperity» (TRIPP) connectivity project in the territory of the Republic of Armenia. We confirm our determination to pursue efforts in good faith to achieve this goal in the most expeditious manner. | 4. The Republic of Armenia will work with the United States of America and mutually determined third parties, to set forth a framework for the «Trump Route for International Peace and Prosperity» (TRIPP) connectivity project in the territory of the Republic of Armenia. We confirm our determination to pursue efforts in good faith to achieve this goal in the most expeditious manner. | 4. Республика Армения будет сотрудничать с Соединенными Штатами Америки и взаимно согласованными третьими сторонами в целях создания концептуальных рамок для проекта «Маршрут Трампа для международного мира и процветания» (TRIPP) по обеспечению транспортных связей на территории Республики Армения. Мы подтверждаем нашу решимость добросовестно прилагать усилия для достижения этой цели в кратчайшие сроки; | 4. Республика Армения будет сотрудничать с Соединенными Штатами Америки и взаимно согласованными третьими сторонами в целях создания концептуальных рамок для проекта «Маршрут Трампа для международного мира и процветания» (TRIPP) по обеспечению транспортных связей на территории Республики Армения. Мы подтверждаем нашу решимость добросовестно прилагать усилия для достижения этой цели в кратчайшие сроки; |
| 5. We acknowledge the need to chart a course for a bright future not bound by the conflict of the past, consistent with the Charter of the United Nations and the 1991 Almaty Declaration. The conditions have been created for our nations to finally embark on building good neighborly relations on the basis of the inviolability of international borders and the inadmissibility of the use of force for the acquisition of territory after the conflict that brought immense human suffering. This reality, which is not and should never be subject to revision, paves the way for closing the chapter of enmity between our two nations. We resolutely reject and exclude any attempt of revenge, now and in the future. | 5. We acknowledge the need to chart a course for a bright future not bound by the conflict of the past, consistent with the Charter of the United Nations and the 1991 Almaty Declaration. The conditions have been created for our nations to finally embark on building good neighborly relations on the basis of the inviolability of international borders and the inadmissibility of the use of force for the acquisition of territory after the conflict that brought immense human suffering. This reality, which is not and should never be subject to revision, paves the way for closing the chapter of enmity between our two nations. We resolutely reject and exclude any attempt of revenge, now and in the future. | 5. Мы признаем необходимость наметить курс на светлое будущее, не связанное c конфликтом прошлого, в соответствии с Уставом Организации Объединенных Наций и Алма-Атинской декларацией 1991 года. Созданы условия для того, чтобы наши страны наконец приступили к построению добрососедских отношений на основе неприкосновенности международных границ и недопустимости применения силы для приобретения территории после окончания конфликта, принесшего огромные человеческие страдания. Эта реальность, которая не подлежит и никогда не должна подлежать пересмотру, открывает путь к закрытию главы вражды между нашими двумя народами. Мы решительно отвергаем и исключаем любые попытки мести, как сейчас, так и в будущем; | 5. Мы признаем необходимость наметить курс на светлое будущее, не связанное c конфликтом прошлого, в соответствии с Уставом Организации Объединенных Наций и Алма-Атинской декларацией 1991 года. Созданы условия для того, чтобы наши страны наконец приступили к построению добрососедских отношений на основе неприкосновенности международных границ и недопустимости применения силы для приобретения территории после окончания конфликта, принесшего огромные человеческие страдания. Эта реальность, которая не подлежит и никогда не должна подлежать пересмотру, открывает путь к закрытию главы вражды между нашими двумя народами. Мы решительно отвергаем и исключаем любые попытки мести, как сейчас, так и в будущем; |
| 6. We express our confidence that this Summit is a strong foundation for mutual respect and the advancement of peace in the region. | 6. We express our confidence that this Summit is a strong foundation for mutual respect and the advancement of peace in the region. | 6. Мы выражаем уверенность в том, что этот саммит является прочной основой для взаимного уважения и продвижения мира в регионе; | 6. Мы выражаем уверенность в том, что этот саммит является прочной основой для взаимного уважения и продвижения мира в регионе; |
| 7. We express deep gratitude to President Donald J. Trump of the United States of America for his gracious hospitality in hosting this important summit and for his significant contributions to advancing the normalization of bilateral relations between the Republic of Azerbaijan and the Republic of Armenia. | 7. We express deep gratitude to President Donald J. Trump of the United States of America for his gracious hospitality in hosting this important summit and for his significant contributions to advancing the normalization of bilateral relations between the Republic of Azerbaijan and the Republic of Armenia. | 7. Мы выражаем глубокую признательность Президенту Соединенных Штатов Америки Дональду Дж. Трампу за его радушное гостеприимство в проведении этого важного саммита и за его значительный вклад в продвижение нормализации двусторонних отношений между Азербайджанской Республикой и Республикой Армения. | 7. Мы выражаем глубокую признательность Президенту Соединенных Штатов Америки Дональду Дж. Трампу за его радушное гостеприимство в проведении этого важного саммита и за его значительный вклад в продвижение нормализации двусторонних отношений между Азербайджанской Республикой и Республикой Армения. |
| The present Declaration was signed on August 8, 2025, in Washington D.C., United States of America. H.E. Ilham Aliyev President of the Republic of Azerbaijan H.E. Nikol Pashinyan Prime Minister of the Republic of Armenia Witnessed by: Donald J. Trump President of the United States of America | The present Declaration was signed on August 8, 2025, in Washington D.C., United States of America. H.E. Ilham Aliyev President of the Republic of Azerbaijan H.E. Nikol Pashinyan Prime Minister of the Republic of Armenia Witnessed by: Donald J. Trump President of the United States of America | Настоящая Декларация была подписана 8 августа 2025 года в Вашингтоне, Соединенные Штаты Америки. Ильхам Алиев Президент Азербайджанской Республики Никол Пашинян Премьер-министр Республики Армения Свидетель: Дональд Дж. Трамп Президент Соединенных Штатов Америки | Настоящая Декларация была подписана 8 августа 2025 года в Вашингтоне, Соединенные Штаты Америки. Ильхам Алиев Президент Азербайджанской Республики Никол Пашинян Премьер-министр Республики Армения Свидетель: Дональд Дж. Трамп Президент Соединенных Штатов Америки |

## Текст соглашения
В конце марта 2025 года спустя четыре года работы над мирным договором Азербайджан и Армения согласовали его текст. Тем не менее Азербайджан требует, чтобы до его подписания Армения изменила свою конституцию, в которой, по мнению Баку, содержатся территориальные претензии к Азербайджану. Речь идёт об отсылке в преамбуле конституции к принятой еще до распада СССР Декларации о независимости Армении, в которой, в свою очередь, содержится отсылка к постановлению «О воссоединении Армянской ССР и Нагорного Карабаха». И хотя, по мнению Пашиняна, эти отсылки не должны считаться территориальными претензиями, Ереван тем не менее готов на изменение конституции, но это требует проведения референдума, который Армения сможет только после парламентских выборов 2026 года.
Соглашение об установлении мира и межгосударственных отношений между Азербайджанской Республикой и Республикой Армения состоит 17 нижеуказанных статей.
| Оригинальный текст (англ.) | Оригинальный текст (англ.) | Русский перевод | Русский перевод |
| --- | --- | --- | --- |
| Agreement on Establishment of Peace and Inter-State Relations between the Republic of Azerbaijan and the Republic of Armenia | Agreement on Establishment of Peace and Inter-State Relations between the Republic of Azerbaijan and the Republic of Armenia | Соглашение об установлении мира и межгосударственных отношений между Азербайджанской Республикой и Республикой Армения | Соглашение об установлении мира и межгосударственных отношений между Азербайджанской Республикой и Республикой Армения |
| The Republic of Azerbaijan and the Republic of Armenia (hereinafter, the Parties), Realizing the urgent necessity of the establishment of a just, comprehensive and lasting peace in the region; Desiring to contribute to that end through the establishment of inter-state relations; Being guided by the Charter of the United Nations, the Declaration on Principles of International Law concerning Friendly Relations and Cooperation among States in accordance with the Charter of the United Nations (1970), the Final Act of the Helsinki Conference on Security and Co-operation in Europe (1975), and the Almaty Declaration of 21 December 1991, and aiming to develop relations on the basis of norms and principles enshrined therein; Expressing their mutual will to establish good-neighborliness between them; Have agreed to establish peace and inter-state relations between them on the basis of the following: | The Republic of Azerbaijan and the Republic of Armenia (hereinafter, the Parties), Realizing the urgent necessity of the establishment of a just, comprehensive and lasting peace in the region; Desiring to contribute to that end through the establishment of inter-state relations; Being guided by the Charter of the United Nations, the Declaration on Principles of International Law concerning Friendly Relations and Cooperation among States in accordance with the Charter of the United Nations (1970), the Final Act of the Helsinki Conference on Security and Co-operation in Europe (1975), and the Almaty Declaration of 21 December 1991, and aiming to develop relations on the basis of norms and principles enshrined therein; Expressing their mutual will to establish good-neighborliness between them; Have agreed to establish peace and inter-state relations between them on the basis of the following: | Азербайджанская Республика и Республика Армения (далее — Стороны), Осознавая настоятельную необходимость установления справедливого, всеобъемлющего и прочного мира в регионе; Желая способствовать этому через установление межгосударственных отношений; Руководствуясь Уставом Организации Объединённых Наций, Декларацией о принципах международного права, касающейся дружественных отношений и сотрудничества между государствами в соответствии с Уставом ООН (1970 г.), Заключительным актом Хельсинкской конференции по безопасности и сотрудничеству в Европе (1975 г.), а также Алма-Атинской декларацией от 21 декабря 1991 г., и стремясь развивать отношения на основе закреплённых в них норм и принципов; Выражая взаимную волю к установлению добрососедских отношений между ними, Договорились установить мир и межгосударственные отношения между ними на основе следующего: | Азербайджанская Республика и Республика Армения (далее — Стороны), Осознавая настоятельную необходимость установления справедливого, всеобъемлющего и прочного мира в регионе; Желая способствовать этому через установление межгосударственных отношений; Руководствуясь Уставом Организации Объединённых Наций, Декларацией о принципах международного права, касающейся дружественных отношений и сотрудничества между государствами в соответствии с Уставом ООН (1970 г.), Заключительным актом Хельсинкской конференции по безопасности и сотрудничеству в Европе (1975 г.), а также Алма-Атинской декларацией от 21 декабря 1991 г., и стремясь развивать отношения на основе закреплённых в них норм и принципов; Выражая взаимную волю к установлению добрососедских отношений между ними, Договорились установить мир и межгосударственные отношения между ними на основе следующего: |
| Article I Having confirmed that the boundaries between the Soviet Socialist Republics of the former USSR became the international borders of respective independent states and have been recognized as such by the international community, the Parties recognize and shall respect the sovereignty, territorial integrity, inviolability of international borders and political independence of each other; | Article I Having confirmed that the boundaries between the Soviet Socialist Republics of the former USSR became the international borders of respective independent states and have been recognized as such by the international community, the Parties recognize and shall respect the sovereignty, territorial integrity, inviolability of international borders and political independence of each other; | Статья I Подтверждая, что границы между союзными республиками бывшего СССР стали международными границами соответствующих независимых государств и были признаны таковыми международным сообществом, Стороны признают и будут уважать суверенитет, территориальную целостность, неприкосновенность международных границ и политическую независимость друг друга. | Статья I Подтверждая, что границы между союзными республиками бывшего СССР стали международными границами соответствующих независимых государств и были признаны таковыми международным сообществом, Стороны признают и будут уважать суверенитет, территориальную целостность, неприкосновенность международных границ и политическую независимость друг друга. |
| Article II In full compliance with Article I, the Parties confirm that they do not have any territorial claims to each other and shall not raise any such claims in the future. The Parties shall not undertake any act, including planning, preparing, encouraging and supporting such acts, which aim to dismember or impair, totally or in part, the territorial integrity or political unity of the other Party; | Article II In full compliance with Article I, the Parties confirm that they do not have any territorial claims to each other and shall not raise any such claims in the future. The Parties shall not undertake any act, including planning, preparing, encouraging and supporting such acts, which aim to dismember or impair, totally or in part, the territorial integrity or political unity of the other Party; | Статья II В полном соответствии со статьёй I Стороны подтверждают, что не имеют друг к другу никаких территориальных претензий и не будут выдвигать их в будущем. Стороны не будут совершать никаких действий, включая планирование, подготовку, поощрение или поддержку таких действий, которые направлены на расчленение или подрыв, полностью или частично, территориальной целостности или политического единства другой Стороны. | Статья II В полном соответствии со статьёй I Стороны подтверждают, что не имеют друг к другу никаких территориальных претензий и не будут выдвигать их в будущем. Стороны не будут совершать никаких действий, включая планирование, подготовку, поощрение или поддержку таких действий, которые направлены на расчленение или подрыв, полностью или частично, территориальной целостности или политического единства другой Стороны. |
| Article III The Parties, in their mutual relations, shall refrain from the use of force or the threat of use of force against the territorial integrity or political independence or in any other manner inconsistent with the Charter of the United Nations. They shall not allow any third Party to use their respective territories for using force against the other Party inconsistent with the UN Charter; | Article III The Parties, in their mutual relations, shall refrain from the use of force or the threat of use of force against the territorial integrity or political independence or in any other manner inconsistent with the Charter of the United Nations. They shall not allow any third Party to use their respective territories for using force against the other Party inconsistent with the UN Charter; | Статья III В своих взаимных отношениях Стороны будут воздерживаться от применения силы или угрозы силой против территориальной целостности или политической независимости, а также от любых действий, несовместимых с Уставом ООН. Они не будут позволять третьим сторонам использовать их территории для применения силы против другой Стороны в нарушение Устава ООН. | Статья III В своих взаимных отношениях Стороны будут воздерживаться от применения силы или угрозы силой против территориальной целостности или политической независимости, а также от любых действий, несовместимых с Уставом ООН. Они не будут позволять третьим сторонам использовать их территории для применения силы против другой Стороны в нарушение Устава ООН. |
| Article IV The Parties shall refrain from intervening with the internal affairs of each other; | Article IV The Parties shall refrain from intervening with the internal affairs of each other; | Статья IV Стороны будут воздерживаться от вмешательства во внутренние дела друг друга. | Статья IV Стороны будут воздерживаться от вмешательства во внутренние дела друг друга. |
| Article V Within _____ days after the exchange of instruments of ratification of this Agreement by both Parties, the Parties shall establish diplomatic relations between them in accordance with the provisions of the Vienna Conventions on Diplomatic and Consular Relations (1961 and 1963, respectively); | Article V Within _____ days after the exchange of instruments of ratification of this Agreement by both Parties, the Parties shall establish diplomatic relations between them in accordance with the provisions of the Vienna Conventions on Diplomatic and Consular Relations (1961 and 1963, respectively); | Статья V В течение _ дней после обмена ратификационными грамотами к настоящему Соглашению Стороны установят дипломатические отношения между собой в соответствии с положениями Венских конвенций о дипломатических и консульских сношениях (1961 и 1963 гг.). | Статья V В течение _ дней после обмена ратификационными грамотами к настоящему Соглашению Стороны установят дипломатические отношения между собой в соответствии с положениями Венских конвенций о дипломатических и консульских сношениях (1961 и 1963 гг.). |
| Article VI In full compliance with their obligations under Article I of the present Agreement, the Parties shall conduct in good faith negotiations between the respective border commissions in accordance with the agreed upon regulations of the Commissions to conclude the Agreement on delimitation and demarcation of the state border between the Parties; | Article VI In full compliance with their obligations under Article I of the present Agreement, the Parties shall conduct in good faith negotiations between the respective border commissions in accordance with the agreed upon regulations of the Commissions to conclude the Agreement on delimitation and demarcation of the state border between the Parties; | Статья VI В полном соответствии со своими обязательствами по статье I настоящего Соглашения Стороны будут добросовестно вести переговоры между соответствующими пограничными комиссиями в соответствии с согласованными положениями их работы с целью заключения соглашения о делимитации и демаркации государственной границы между Сторонами. | Статья VI В полном соответствии со своими обязательствами по статье I настоящего Соглашения Стороны будут добросовестно вести переговоры между соответствующими пограничными комиссиями в соответствии с согласованными положениями их работы с целью заключения соглашения о делимитации и демаркации государственной границы между Сторонами. |
| Article VII The Parties shall not deploy along their mutual border forces of any third party. The Parties, pending the delimitation and subsequent demarcation of their mutual border, shall implement mutually agreed security and confidence-building measures, including in the military field, with a view to ensuring security and stability in the border regions; | Article VII The Parties shall not deploy along their mutual border forces of any third party. The Parties, pending the delimitation and subsequent demarcation of their mutual border, shall implement mutually agreed security and confidence-building measures, including in the military field, with a view to ensuring security and stability in the border regions; | Статья VII Стороны не будут размещать вдоль своей общей границы вооружённые силы третьих стран. До проведения делимитации и последующей демаркации общей границы Стороны будут реализовывать взаимно согласованные меры в области безопасности и укрепления доверия, включая военную сферу, с целью обеспечения безопасности и стабильности в приграничных районах. | Статья VII Стороны не будут размещать вдоль своей общей границы вооружённые силы третьих стран. До проведения делимитации и последующей демаркации общей границы Стороны будут реализовывать взаимно согласованные меры в области безопасности и укрепления доверия, включая военную сферу, с целью обеспечения безопасности и стабильности в приграничных районах. |
| Article VIII The Parties condemn and shall combat intolerance, racial hatred and discrimination, separatism, violent extremism and terrorism in all their manifestations within their respective jurisdictions, and shall uphold their applicable international obligations; | Article VIII The Parties condemn and shall combat intolerance, racial hatred and discrimination, separatism, violent extremism and terrorism in all their manifestations within their respective jurisdictions, and shall uphold their applicable international obligations; | Статья VIII Стороны осуждают и будут бороться с нетерпимостью, расовой ненавистью и дискриминацией, сепаратизмом, насильственным экстремизмом и терроризмом во всех их проявлениях в пределах своей юрисдикции и будут соблюдать свои соответствующие международные обязательства. | Статья VIII Стороны осуждают и будут бороться с нетерпимостью, расовой ненавистью и дискриминацией, сепаратизмом, насильственным экстремизмом и терроризмом во всех их проявлениях в пределах своей юрисдикции и будут соблюдать свои соответствующие международные обязательства. |
| Article IX The Parties undertake to address the cases of missing persons and enforced disappearances taken place in the armed conflict which involved both of the Parties including through the exchange of all available information about these persons, directly or in cooperation with relevant international organizations, as appropriate. The Parties, hereby, acknowledge the importance of investigating the fate of those persons, including searching for and returning the remains as appropriate and ensuring that justice is served in relation to these persons through proper investigations, as a means of reconciliation and building confidence. Corresponding modalities, in this regard, shall be negotiated and agreed upon in detail in a separate agreement; | Article IX The Parties undertake to address the cases of missing persons and enforced disappearances taken place in the armed conflict which involved both of the Parties including through the exchange of all available information about these persons, directly or in cooperation with relevant international organizations, as appropriate. The Parties, hereby, acknowledge the importance of investigating the fate of those persons, including searching for and returning the remains as appropriate and ensuring that justice is served in relation to these persons through proper investigations, as a means of reconciliation and building confidence. Corresponding modalities, in this regard, shall be negotiated and agreed upon in detail in a separate agreement; | Статья IX Стороны обязуются решать вопросы лиц, пропавших без вести и подвергшихся насильственным исчезновениям в ходе вооружённого конфликта, в котором участвовали обе Стороны, включая обмен всей имеющейся информацией о таких лицах — напрямую или в сотрудничестве с соответствующими международными организациями. Стороны признают важность расследования судьбы этих лиц, включая поиск и возвращение останков (при необходимости) и обеспечение справедливости в отношении этих лиц посредством надлежащих расследований как средства примирения и укрепления доверия. Соответствующие процедуры по этому вопросу будут детально согласованы в отдельном соглашении. | Статья IX Стороны обязуются решать вопросы лиц, пропавших без вести и подвергшихся насильственным исчезновениям в ходе вооружённого конфликта, в котором участвовали обе Стороны, включая обмен всей имеющейся информацией о таких лицах — напрямую или в сотрудничестве с соответствующими международными организациями. Стороны признают важность расследования судьбы этих лиц, включая поиск и возвращение останков (при необходимости) и обеспечение справедливости в отношении этих лиц посредством надлежащих расследований как средства примирения и укрепления доверия. Соответствующие процедуры по этому вопросу будут детально согласованы в отдельном соглашении. |
| Article X In order to establish cooperation in various fields, including economic, transit and transport, environmental, humanitarian and cultural, the Parties may conclude agreements in respective areas of mutual interest; | Article X In order to establish cooperation in various fields, including economic, transit and transport, environmental, humanitarian and cultural, the Parties may conclude agreements in respective areas of mutual interest; | Статья X Для установления сотрудничества в различных сферах, включая экономику, транзит и транспорт, охрану окружающей среды, гуманитарную и культурную области, Стороны могут заключать соответствующие соглашения. | Статья X Для установления сотрудничества в различных сферах, включая экономику, транзит и транспорт, охрану окружающей среды, гуманитарную и культурную области, Стороны могут заключать соответствующие соглашения. |
| Article XI The present Agreement does not infringe upon the rights and obligations of the Parties under international law and treaties concluded by each one of them with other UN Member-States. Each Party shall ensure that none of the international engagements now in force between it and any third party undermine its obligations taken under this Agreement; | Article XI The present Agreement does not infringe upon the rights and obligations of the Parties under international law and treaties concluded by each one of them with other UN Member-States. Each Party shall ensure that none of the international engagements now in force between it and any third party undermine its obligations taken under this Agreement; | Статья XI Настоящее Соглашение не нарушает прав и обязательств Сторон по международному праву и по договорам, заключённым каждой из них с другими государствами — членами ООН. Каждая Сторона обязуется обеспечивать, чтобы никакие её международные договорённости с третьими сторонами не подрывали обязательства, принятые по настоящему Соглашению. | Статья XI Настоящее Соглашение не нарушает прав и обязательств Сторон по международному праву и по договорам, заключённым каждой из них с другими государствами — членами ООН. Каждая Сторона обязуется обеспечивать, чтобы никакие её международные договорённости с третьими сторонами не подрывали обязательства, принятые по настоящему Соглашению. |
| Article XII The Parties in their bilateral relations shall be guided by international law and this Agreement. None of the Parties may invoke the provisions of its internal legislation as justification for its failure to perform the present Agreement. The Parties, in accordance with the Vienna Convention on the Law of Treaties (1969), shall refrain from acts that would defeat the object and purpose of this Agreement prior to its entry into force; | Article XII The Parties in their bilateral relations shall be guided by international law and this Agreement. None of the Parties may invoke the provisions of its internal legislation as justification for its failure to perform the present Agreement. The Parties, in accordance with the Vienna Convention on the Law of Treaties (1969), shall refrain from acts that would defeat the object and purpose of this Agreement prior to its entry into force; | Статья XII В своих двусторонних отношениях Стороны будут руководствоваться международным правом и настоящим Соглашением. Ни одна из Сторон не может ссылаться на своё внутреннее законодательство как на оправдание невыполнения настоящего Соглашения. Стороны, в соответствии с Венской конвенцией о праве международных договоров (1969 г.), будут воздерживаться от действий, которые могут лишить смысла или цели настоящее Соглашение до его вступления в силу. | Статья XII В своих двусторонних отношениях Стороны будут руководствоваться международным правом и настоящим Соглашением. Ни одна из Сторон не может ссылаться на своё внутреннее законодательство как на оправдание невыполнения настоящего Соглашения. Стороны, в соответствии с Венской конвенцией о праве международных договоров (1969 г.), будут воздерживаться от действий, которые могут лишить смысла или цели настоящее Соглашение до его вступления в силу. |
| Article XIII The Parties guarantee the full implementation of this Agreement and shall establish a bilateral commission to oversee implementation of the present Agreement. The Commission shall work on the basis of modalities to be agreed upon by the Parties; | Article XIII The Parties guarantee the full implementation of this Agreement and shall establish a bilateral commission to oversee implementation of the present Agreement. The Commission shall work on the basis of modalities to be agreed upon by the Parties; | Статья XIII Стороны гарантируют полное выполнение настоящего Соглашения и создадут двустороннюю комиссию для контроля за его реализацией. Комиссия будет работать на основе процедур, которые будут согласованы Сторонами. | Статья XIII Стороны гарантируют полное выполнение настоящего Соглашения и создадут двустороннюю комиссию для контроля за его реализацией. Комиссия будет работать на основе процедур, которые будут согласованы Сторонами. |
| Article XIV Without prejudice to their rights and obligations under international law and other treaties which bind them in their mutual relations, the Parties shall strive for settling any dispute with respect to the interpretation or application of this Agreement through direct consultations, including within the Commission referred to in Article XIII. Should such consultations not yield result acceptable for both Parties within 6 months, the Parties shall seek other means of peaceful dispute settlement; | Article XIV Without prejudice to their rights and obligations under international law and other treaties which bind them in their mutual relations, the Parties shall strive for settling any dispute with respect to the interpretation or application of this Agreement through direct consultations, including within the Commission referred to in Article XIII. Should such consultations not yield result acceptable for both Parties within 6 months, the Parties shall seek other means of peaceful dispute settlement; | Статья XIV Не умаляя своих прав и обязательств по международному праву и другим договорам, действующим между ними, Стороны будут стремиться разрешать любые споры по толкованию или применению настоящего Соглашения путём прямых консультаций, включая консультации в рамках комиссии, упомянутой в статье XIII. Если такие консультации не приведут к взаимоприемлемому результату в течение 6 месяцев, Стороны будут искать другие мирные средства урегулирования споров. | Статья XIV Не умаляя своих прав и обязательств по международному праву и другим договорам, действующим между ними, Стороны будут стремиться разрешать любые споры по толкованию или применению настоящего Соглашения путём прямых консультаций, включая консультации в рамках комиссии, упомянутой в статье XIII. Если такие консультации не приведут к взаимоприемлемому результату в течение 6 месяцев, Стороны будут искать другие мирные средства урегулирования споров. |
| Article XV Without prejudice to Article XIV, the Parties shall withdraw, dismiss, or otherwise settle any and all interstate claims, complaints, protests, objections, proceedings, and disputes related to the issues existed between the Parties before the signing of this Agreement in any legal forum within one month from the date of entry into force of this Agreement and shall not initiate such claims, complaints, protests, objections, proceedings, and shall not be involved in any manner into such claims, complaints, protests, objections, proceedings initiated against the other Party by any third-party. The Parties shall not take, encourage or be involved in any manner in any hostile action against each other contrary to the present Agreement in diplomatic, information and other fields and shall conduct regular consultations to this end;                                                        | Article XV Without prejudice to Article XIV, the Parties shall withdraw, dismiss, or otherwise settle any and all interstate claims, complaints, protests, objections, proceedings, and disputes related to the issues existed between the Parties before the signing of this Agreement in any legal forum within one month from the date of entry into force of this Agreement and shall not initiate such claims, complaints, protests, objections, proceedings, and shall not be involved in any manner into such claims, complaints, protests, objections, proceedings initiated against the other Party by any third-party. The Parties shall not take, encourage or be involved in any manner in any hostile action against each other contrary to the present Agreement in diplomatic, information and other fields and shall conduct regular consultations to this end;                                                        | Статья XV Без ущерба для статьи XIV Стороны в течение одного месяца с даты вступления в силу настоящего Соглашения отзовут, прекратят или иным образом урегулируют все иски, жалобы, протесты, возражения, разбирательства и споры между ними, возникшие до подписания настоящего Соглашения, во всех юридических инстанциях, и не будут инициировать новые. Также они не будут предпринимать, поощрять или участвовать в каких-либо враждебных действиях против друг друга, противоречащих настоящему Соглашению, в дипломатической, информационной и иных сферах, и будут проводить регулярные консультации с этой целью. | Статья XV Без ущерба для статьи XIV Стороны в течение одного месяца с даты вступления в силу настоящего Соглашения отзовут, прекратят или иным образом урегулируют все иски, жалобы, протесты, возражения, разбирательства и споры между ними, возникшие до подписания настоящего Соглашения, во всех юридических инстанциях, и не будут инициировать новые. Также они не будут предпринимать, поощрять или участвовать в каких-либо враждебных действиях против друг друга, противоречащих настоящему Соглашению, в дипломатической, информационной и иных сферах, и будут проводить регулярные консультации с этой целью. |
| Article XVI The Agreement shall enter into force after the exchange of instruments notifying about the completion of the internal procedures in line with the national legislations of the Parties. This Agreement shall be registered in conformity with Article 102 of the Charter of the United Nations; | Article XVI The Agreement shall enter into force after the exchange of instruments notifying about the completion of the internal procedures in line with the national legislations of the Parties. This Agreement shall be registered in conformity with Article 102 of the Charter of the United Nations; | Статья XVI Соглашение вступает в силу после обмена документами, подтверждающими завершение внутренних процедур в соответствии с национальным законодательством Сторон. Оно будет зарегистрировано в соответствии со статьёй 102 Устава ООН. | Статья XVI Соглашение вступает в силу после обмена документами, подтверждающими завершение внутренних процедур в соответствии с национальным законодательством Сторон. Оно будет зарегистрировано в соответствии со статьёй 102 Устава ООН. |
| Article XVII The present Agreement is concluded in the Azerbaijani, Armenian and English languages, with all three texts being equally authentic. In case of divergence as to the meaning of a provision under any of the authentic texts, the English text shall prevail. | Article XVII The present Agreement is concluded in the Azerbaijani, Armenian and English languages, with all three texts being equally authentic. In case of divergence as to the meaning of a provision under any of the authentic texts, the English text shall prevail. | Статья XVII Настоящее Соглашение составлено на азербайджанском, армянском и английском языках, причём все три текста имеют одинаковую юридическую силу. В случае расхождения в толковании положений преимущественную силу имеет текст на английском языке. | Статья XVII Настоящее Соглашение составлено на азербайджанском, армянском и английском языках, причём все три текста имеют одинаковую юридическую силу. В случае расхождения в толковании положений преимущественную силу имеет текст на английском языке. |